# Luis de Borbón-Rosellón
Luis de Borbón-Rosellón (?, 1450 - Valognes, 19 de enero de 1487), era hijo ilegítimo de Carlos I de Borbón con una de sus amantes, Juana de Bournan. Fue conde de Rosellón y Almirante de Francia por concesión real.

## Biografía
Nació en 1450, hijo ilegítimo de Carlos I de Borbón, conde de Clermont y duque de Borbón, y de su amante, Juana de Bournan. Fue legitimado por patente real en 1463. Era conocido por sus múltiples servicios al Estado. 
Había sido prometido a María de Orleans, hija del conde Juan de Dunois, pero Luis XI de Francia, en recompensa por su lealtad y devoción hacia él durante la Guerra del Bien Público, le dio en matrimonio a una de sus hijas. 
En 1466, el rey Luis XI le concede la dignidad de Almirante de Francia. También se convirtió en gobernador del Delfinado. Fue uno de los primeros caballeros de la Orden de San Miguel, designado por patente real, en 1469.
Estuvo a cargo de numerosos señoríos, siendo conde de Rosellón y de Ligny, barón de Landorre y señor de Valognes, de Usson, de Crémieu, de Beauregard, de Vizille, de Moras, de Cornillon y de Montpensier-en-Loudunais.

## Descendencia
Se casó en 1466 con Juana de Valois, señora de Mirebeau y de Usson en Auvernia, hija natural legitimada de Luis XI de Francia. De esta unión nacieron cuatro hijos:Historia de Europa y del Mediterráneo – Carlos de Borbón-Rosellón (en francés)
- Carlos de Borbón-Rosellón († 1510), conde de Rosellón y de Ligny, casado en 1506 con Ana de La Tour de Auvernia, señora de Montgascon. Sin descendencia.
- Susana de Borbón-Rosellón († 1531), condesa de Rosellón y de Ligny, casada primero con Juan de Chabannes, y después en 1510 con Carlos de Boulainvilliers.
- Ana de Borbón-Rosellón († 1528), señora de Mirebeau, casada en 1492 con Juan III, barón de Arpajon, hijo de Guido I, vizconde de Lautrec. Con descendencia.
- Catalina de Borbón-Rosellón

También tuvo un hijo ilegítimo, Juan de Borbón-Rosellón († 1488), abad comendatario de Seuilly, protonotario de la Santa Sede y benedictino de la diócesis de Tours.

## Muerte
Murió el 19 de enero de 1487, y fue enterrado en la iglesia del convento franciscano de Valognes, que él mismo fundó. Su tumba fue destruida tiempo después.